# كانون الثاني
كانون الثاني هو الشهر الأول من شهور السنة الميلادية حسب الأسماء السريانية المستعملة في بلاد الشام والعراق. يقابله في التسمية الخليجية والمصرية والمغربية شهر يناير، أو جانفي في التسمية التونسية والجزائرية.

حسب لسان العرب:

## كانون الثاني عند العرب
قال الأَزهري: العرب تقول: السنة أَربعة أَزمان، ولكل زمن منها ثلاثة أَشهر، وهي فصول السنة: منها فصل الصيف وهو فصلُ ربيع الكَلإِ آذارُ ونَيْسانُ وأَيّارُ، ثم بعده فصل القيظ حَزِيرانُ وتَموزُ وآب، ثم بعده فصل الخريف أَيْلُولُ وتَشْرِين وتَشْرين، ثم بعده فصل الشتاء كانُونُ وكانونُ وسُباطُ.

## في الشعر
ارتبط كانون ببرد الشتاء وهمه. قال الطبري:
.
كمثال على هذا يقول الشاعر:

## في التراث الشعبي المشرقي
ارتبط كانون الثاني بالتراث والحكايا الشعبية والأمثال في المشرق العربي. من الأمثال الشهيرة المتداولة حول كانون
- بين كوانين وشباط عند جارك لا تبات
- عرس المجانين في كوانين
- عرسك يا خـَنـّون، في كانون
- في كانون كنّ عند اهلك يا مجنون
- بكانون كنّ في بيتك، وكـثر من حطبك وزيتك
- في كانون الأصم، أقعـد في بيتك وانطم
- في كانون كنّ وعَ الفقير حِنّ
- مثل عتمة كانون
- أبرد من ميَّة كانون
- بعد كانون، الشتا بيهـون
- غيمة كانون بتخوف المجنون